# غنج بسيار (مارغون)
غنج بسیار (بالفارسية: گنج بسیار) هي قرية تقع في إيران في قسم مارغون الريفي. يقدر عدد سكانها بـ 32 نسمة بحسب إحصاء 2016.